# 세계행복보고서

세계 행복 보고서(2023)에 의해 측정된 전 세계 행복 수준.

세계행복보고서는 유엔 산하 자문기구인 지속가능발전해법네트워크가 매년 발표하는 보고서로, 세계 각 나라 거주민들의 행복을 정량화하여 행복지수로 표현하고, 이를 통해 정부, 기업 및 시민 사회가 행복에 관한 복지를 평가 및 피드백 할 수 있도록 한다. 각 나라별 1000명의 사람들에게 자신의 삶의 만족도를 조사한 갤럽의 월드 폴(World Poll)을 바탕으로 구매력 기준 GDP, 기대수명, 사회적 지지, 선택의 자유, 아량, 부정부패 등 6가지 변수를 고려하여 평가한다. 2018년 보고서부터는 이민자들의 행복지수 순위를 별도로 산출하였다.

## 같이 보기
- 행복
- 더 나은 삶 지수
- 국민총행복지수
- 세계 가치관 조사